# Кулдыбай
Кулдыба́й (баш. Ҡулдыбай) — озеро в Республики Башкортостан, севернее деревни Аслаево у северного подножья хребта Кутантау. Площадь — 215 га.
Восточнее озеро Кулдыбай находится озеро Ускуль, а севернее — озеро Янсыкты.
В озере водятся рыбы плотва, щука, уклея, окунь, ротан. Запасы рыбы пригодны для промышленного рыболовства.